# کالوی نوپونن
کالوی نوپونن (فنلاندی: Kalevi Nupponen؛ زادهٔ ۱۹ ژانویهٔ ۱۹۴۲) بازیکن فوتبال اهل فنلاند بود.
وی همچنین در تیم ملی فوتبال فنلاند بازی کرده‌است.